# Museu Tempostal

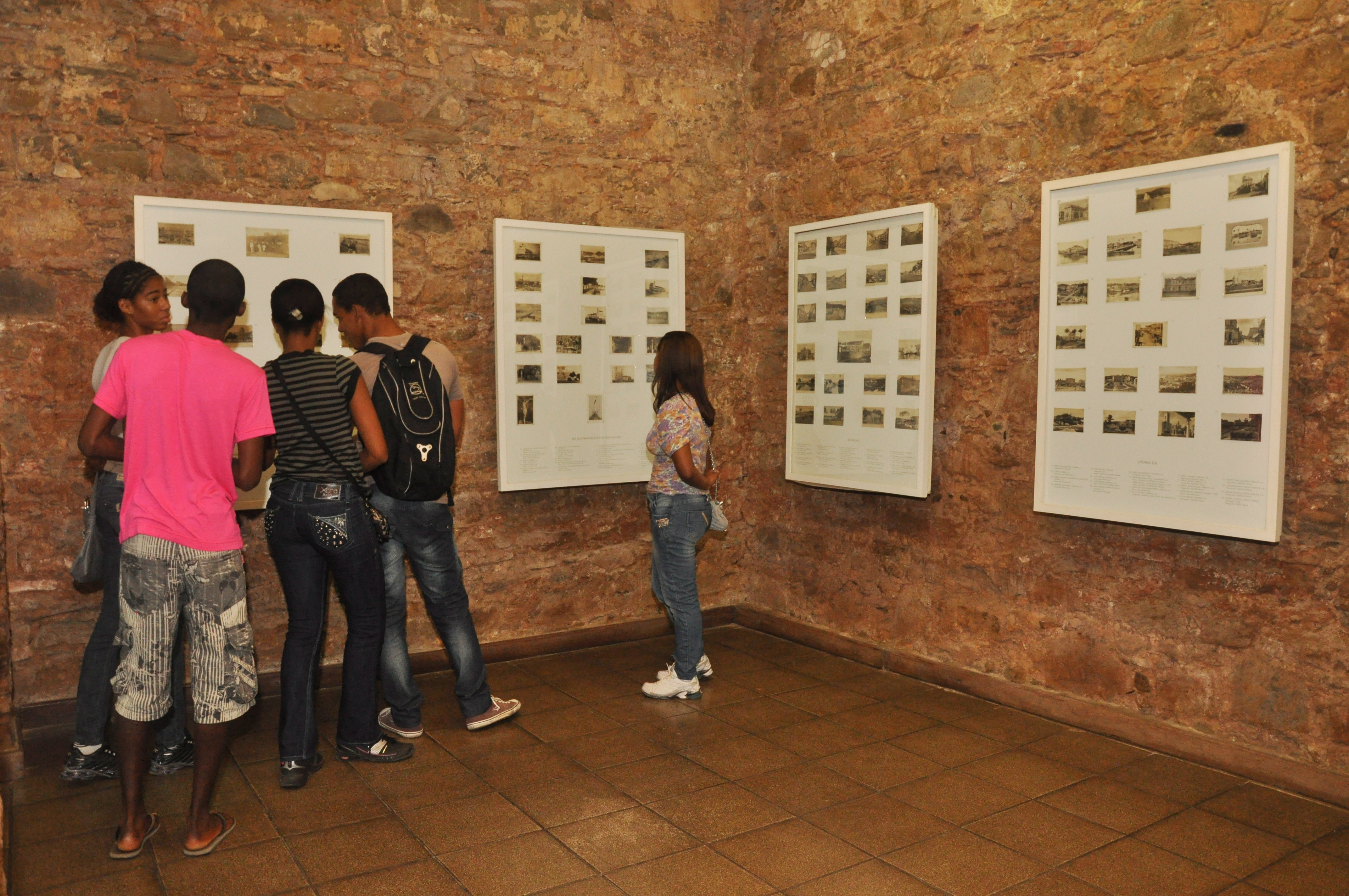
Interno

Il Museu Tempostal è un museo storico e postale situato in Rua Gregorio Matos 33, nel quartiere di Pelourinho a Salvador de Bahia.

## Storia e descrizione
Fondato da Antônio Marcelino, espone in un edificio coloniale storico una parte della sua collezione di 30.000 cartoline e fotografie d'epoca, risalenti per lo più al XIX e al XX secolo. L'esposizione di cartoline antiche, spesso riprodotte a dimensione ingrandita, permette di ripercorrere lo sviluppo e la storia della città negli ultimi due secoli.
Sono presenti anche alcune cartoline Belle Époque dipinte e riproducenti affiches turistiche, alcune dotate addirittura di ricami e pizzi, altre acquarellate a mano.